# بنيامين سادلر
بنيامين سادلر (بالألمانية: Benjamin Sadler)‏ هو ممثل ألماني، ولد في 12 فبراير 1971 بتورونتو في كندا.

## وصلات خارجية
- بنيامين سادلر على موقع IMDb (الإنجليزية)
- بنيامين سادلر على موقع مونزينجر (الألمانية)
- بنيامين سادلر على موقع قاعدة بيانات الأفلام العربية
- بنيامين سادلر على موقع ألو سيني (الفرنسية)
- بنيامين سادلر على موقع أول موفي (الإنجليزية)
- بنيامين سادلر على موقع قاعدة بيانات الأفلام السويدية (السويدية)
- بنيامين سادلر على موقع قاعدة بيانات الفيلم (الإنجليزية)
- بنيامين سادلر على موقع كينوبويسك (الروسية)